# Friedrich Bernhard Werner
Friedrich Bernhard Werner (28. leden 1690 Kamieniec Ząbkowicki – 20. duben 1776 Vratislav) byl slezský kreslíř, rytec a kronikář.

## Životopis
Byl synem Melchiora Wernera a jeho manželky Barbary Morawitzové. Jeho otec byl nemajetným chalupníkem. Navštěvoval jezuitské gymnázium v Nise, studium však nedokončil. Následně vstoupil do armády, kde vydržel jen krátce. Poté se vydal na turné po Evropě, které trvalo 7 let. Na dobrodružných cestách používal pseudonym „slezský Robinson“. V průběhu cest vykonával různá povolání: překladatele, písaře, ředitele divadla a jiné, dále se také zdokonaloval v kresbě.
V roce 1718 se oženil s Marií Kirchpitterovou. V letech 1726–1727 byl úředníkem vratislavského biskupa Františka Ludvíka Neuburského. Poté se na žádost augsburských nakladatelů vydal na cestu po Evropě, aby nakreslil vše, co bylo hodno zaznamenání kresbou. Tyto kresby měly být podkladem pro přípravu mědirytin. Práce mu trvaly do roku 1737. Výsledkem jeho práce byl soubor 341 vedut z 219 různých měst a 321 pohledů na kostely, kláštery, paláce a další budovy. V roce 1733 dostal zakázku od největšího vydavatele map, firmy Hommans Erben z Norimberku, na zpracování vedut, které měly doplnit plánované vydání atlasu Slezska. Počínaje rokem 1735 vycházelo v Norimberku 11 mědirytin obsahujících 84 pohledů na Slezsko pod společným názvem Scenographia Urbium Silesiae. Po ukončení spolupráce s augsburskými nakladateli v roce 1737 se Friedrich Werner natrvalo usadil ve Vratislavi, přechodně žil také v Prudniku. V roce 1739 získal místo dvorního zeměměřiče u vratislavského biskupa kardinála Filipa ze Sinzendorfu. 
Po vypuknutí první slezské války s Pruskem odešel biskup do exilu a Friedrich Werner si musel hledat nové zaměstnání. Snažil se získat práci u pruského krále Fridricha II., ale přes povzbudivé začátky z toho nic nebylo. V letech 1748–1758 vydal knihu modliteben se 164 vyobrazeními a hned poté sérii pohledů na cisterciácké kláštery v Čechách, na Moravě a ve Slezsku. V roce 1758 se podruhé oženil s Marií Magdalenou Treffou. Do roku 1766 zastával funkci stavebního inženýra v Komoře pro válečný a fiskální majetek, odboru výstavby a rozvoje venkova Královského stavebního úřadu ve Vratislavi. V tomto období se věnoval výhradně kresbě krajin Slezska. Výsledkem je 3000stránková, 5svazková Topographia Silesiae a Topografie Kladska s 1400 rytinami. Dílo Topographia Silesiae zopakoval ještě třikrát, pokaždé přidal nové rytiny. Vyzkoušel si také mědirytinu. Topografie Kladska byla ztracena během druhé světové války a ze čtyř kopií Topographia Silesiae zůstaly četné fragmenty, mezi nimiž chybí pouze Javorské knížectví. Werner se na sklonku života dostal do tíživé finanční situace. To ho mimo jiné přimělo prodat svůj deník, který obsahoval i slezská a evropská panoramata. Zemřel bezdětný a zapomenut ve Vratislavi.
Kresby Friedricha Bernharda Wernera nejsou cennými uměleckými díly. Mají však velký význam z toho důvodu, že představují mnoho staveb, které již neexistují nebo byly přestavěny a jsou proto velmi důležitým pramenem pro historiky umění a konzervátory.

## Galerie kreseb

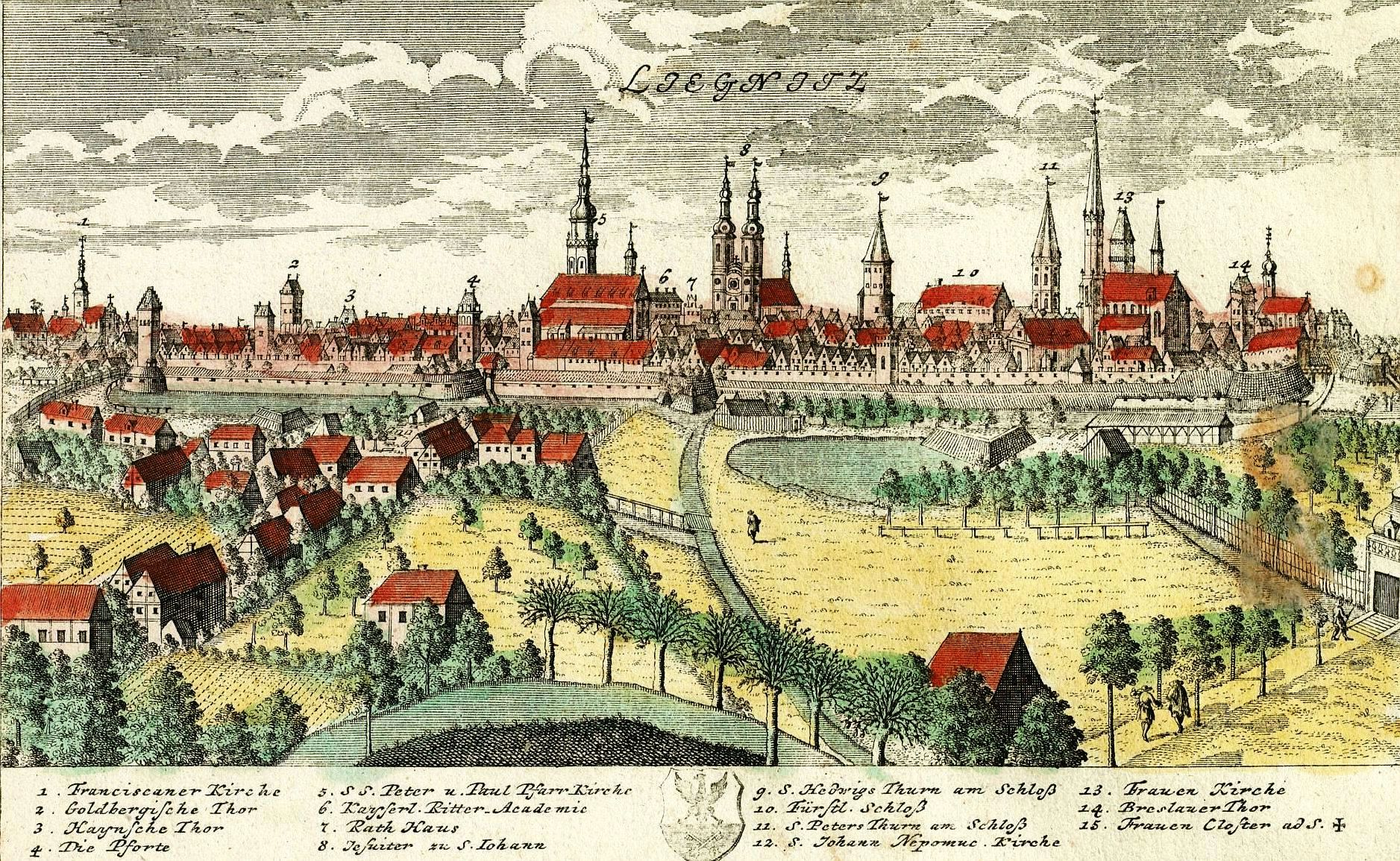
Lehnice 1738
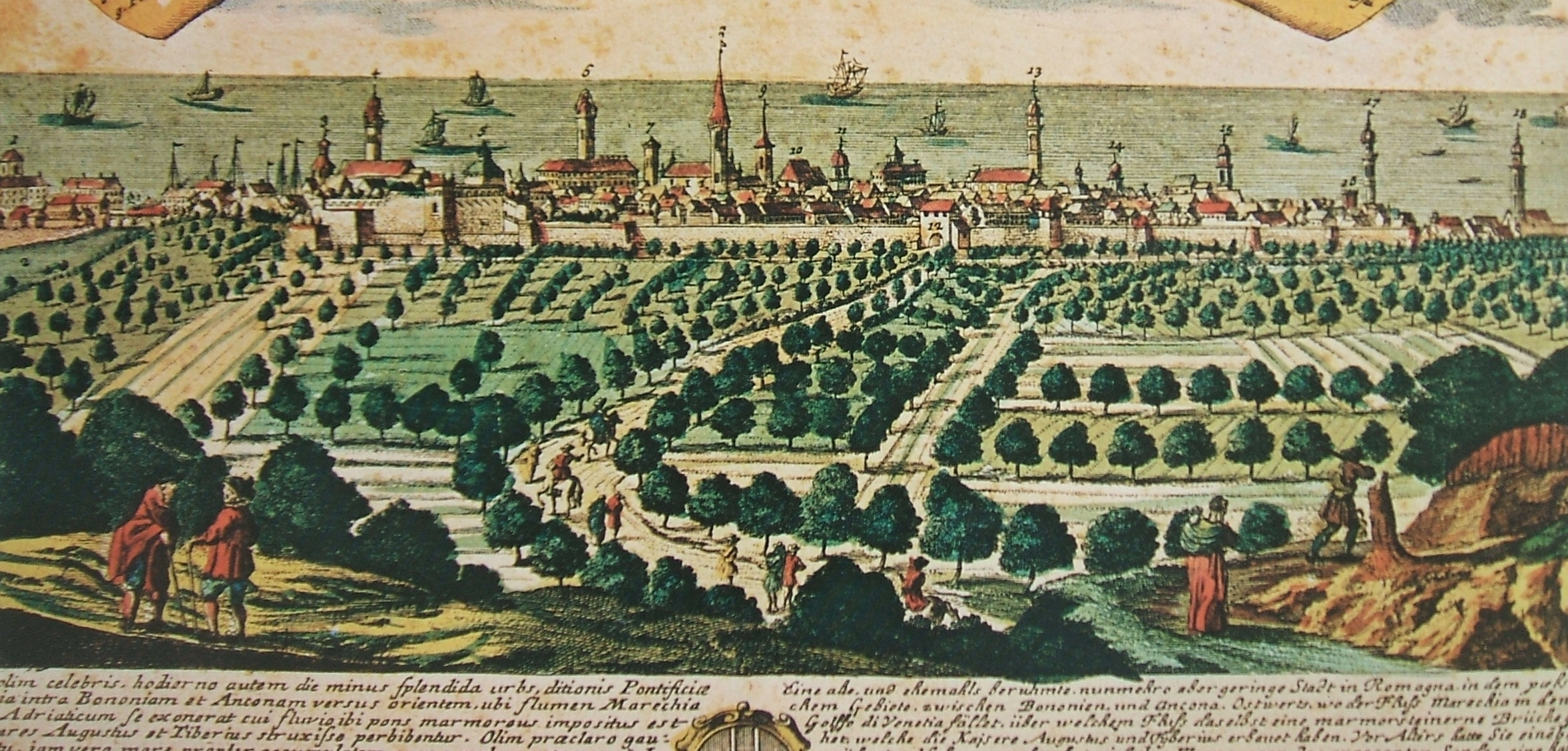
Rimini 1730
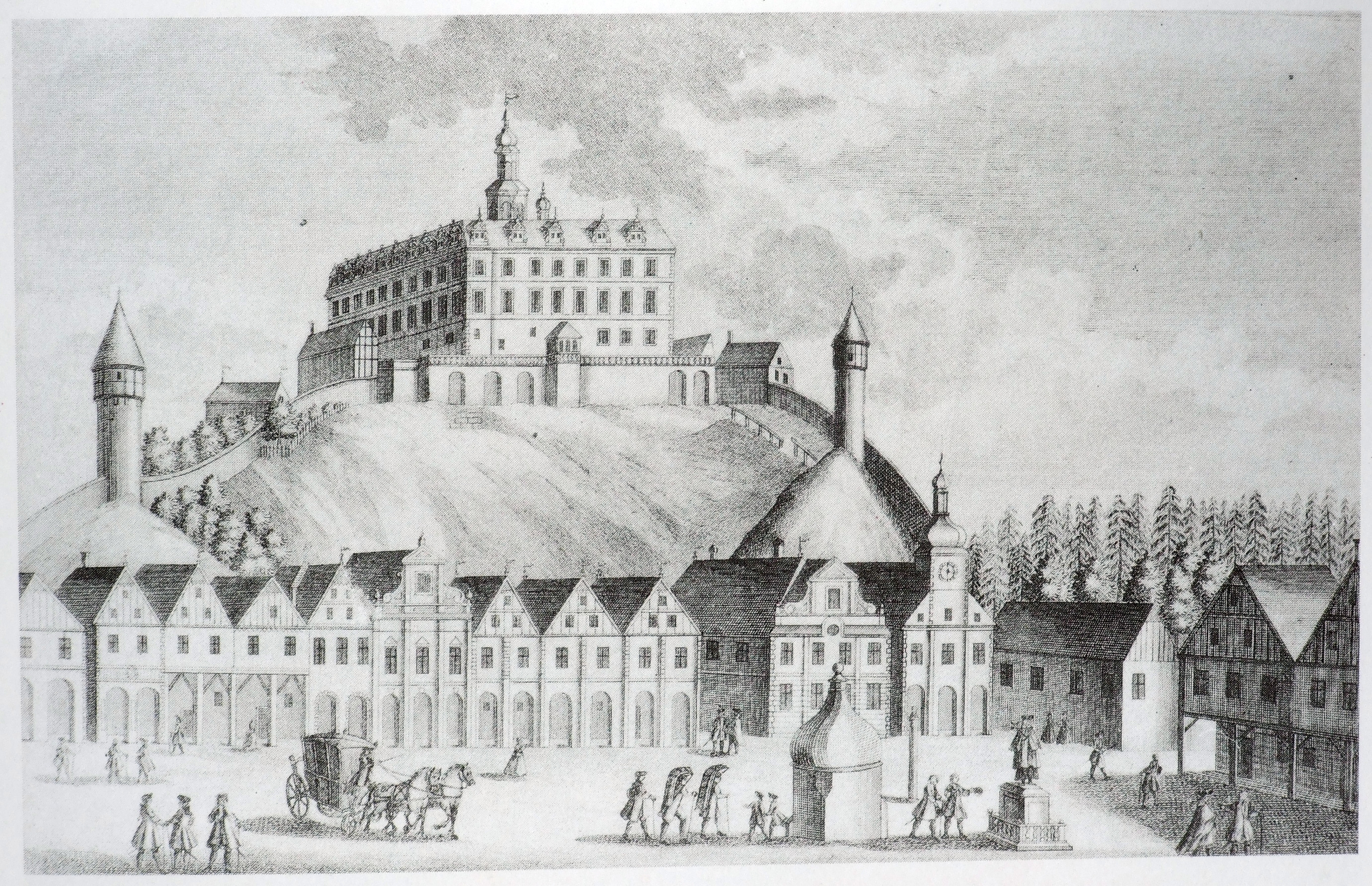
Náchod 1740
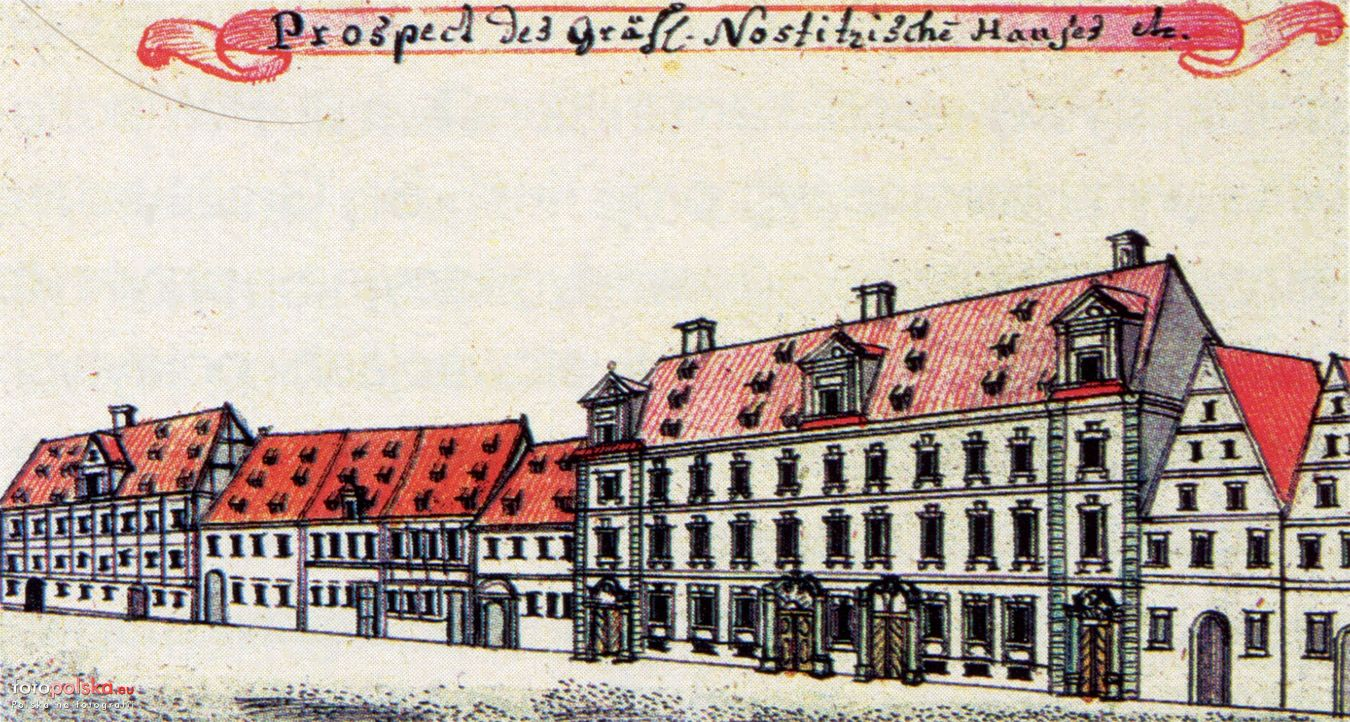
Nostický palác v Praze
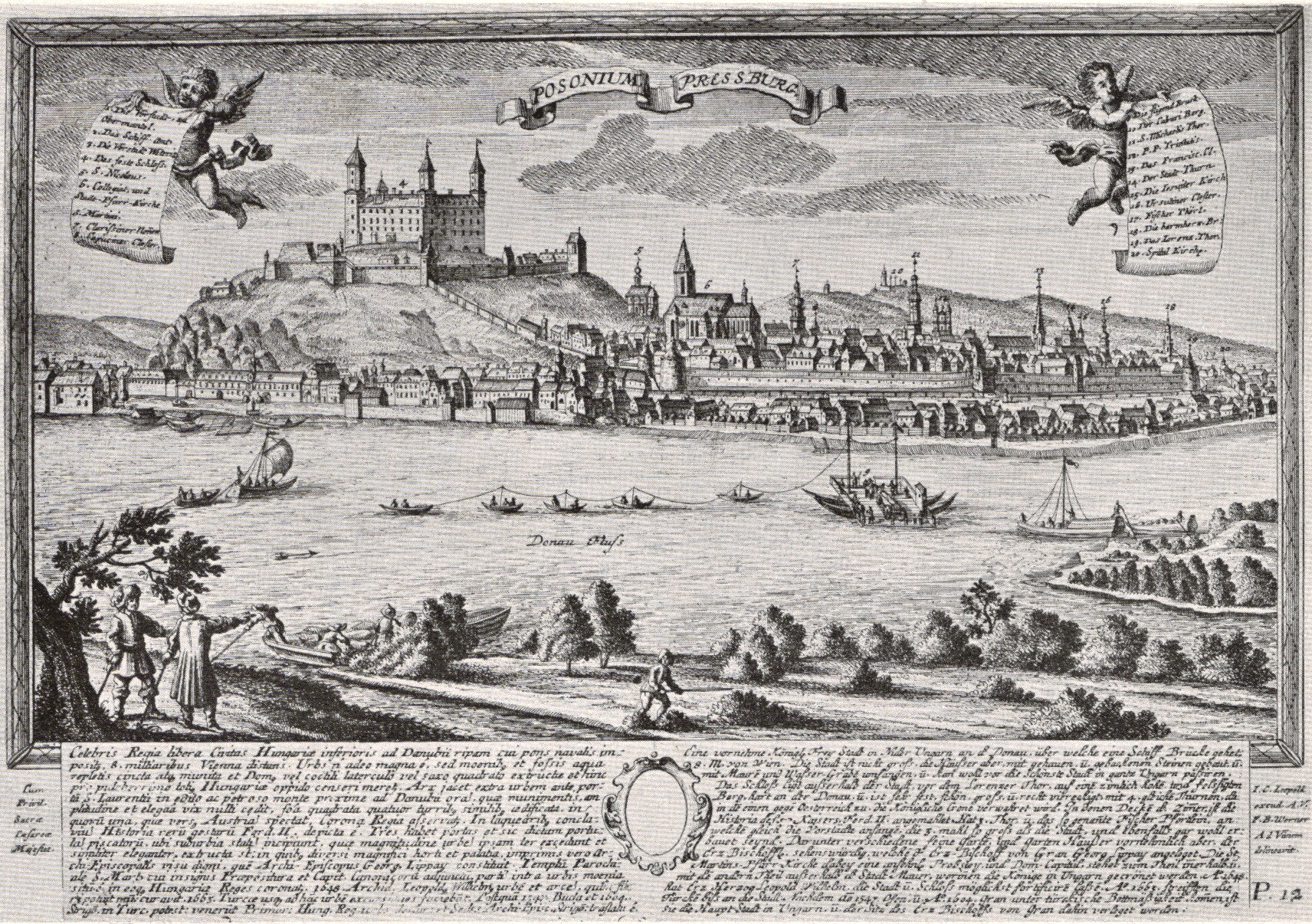
Bratislava 1735
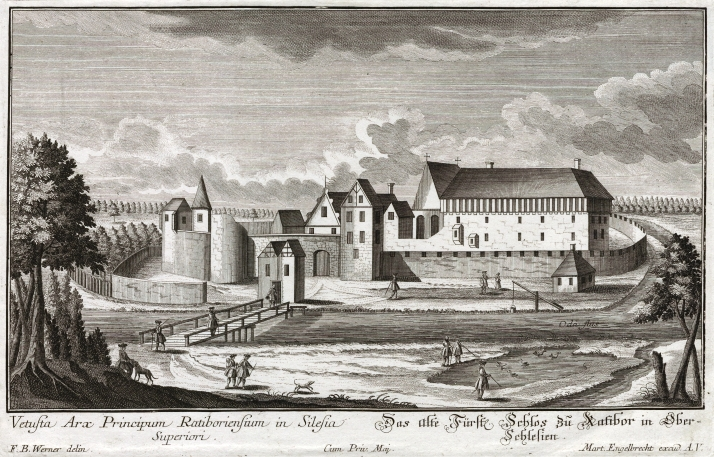
Ratiboř zámek
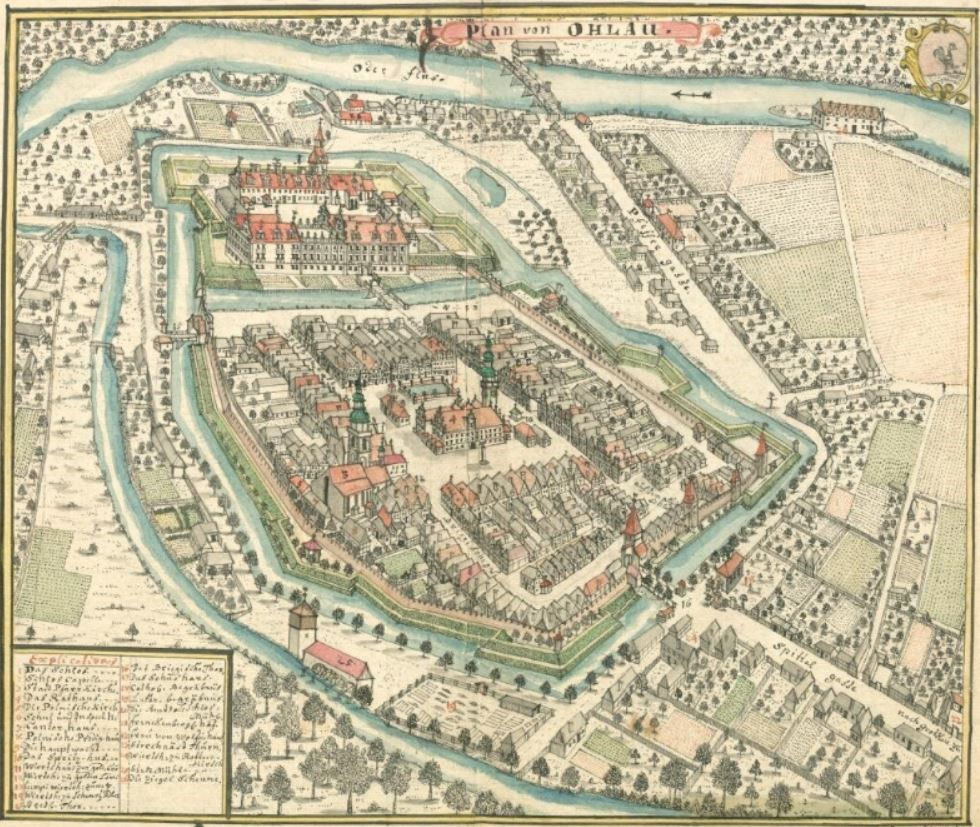
Olava plán města